# 策格林根

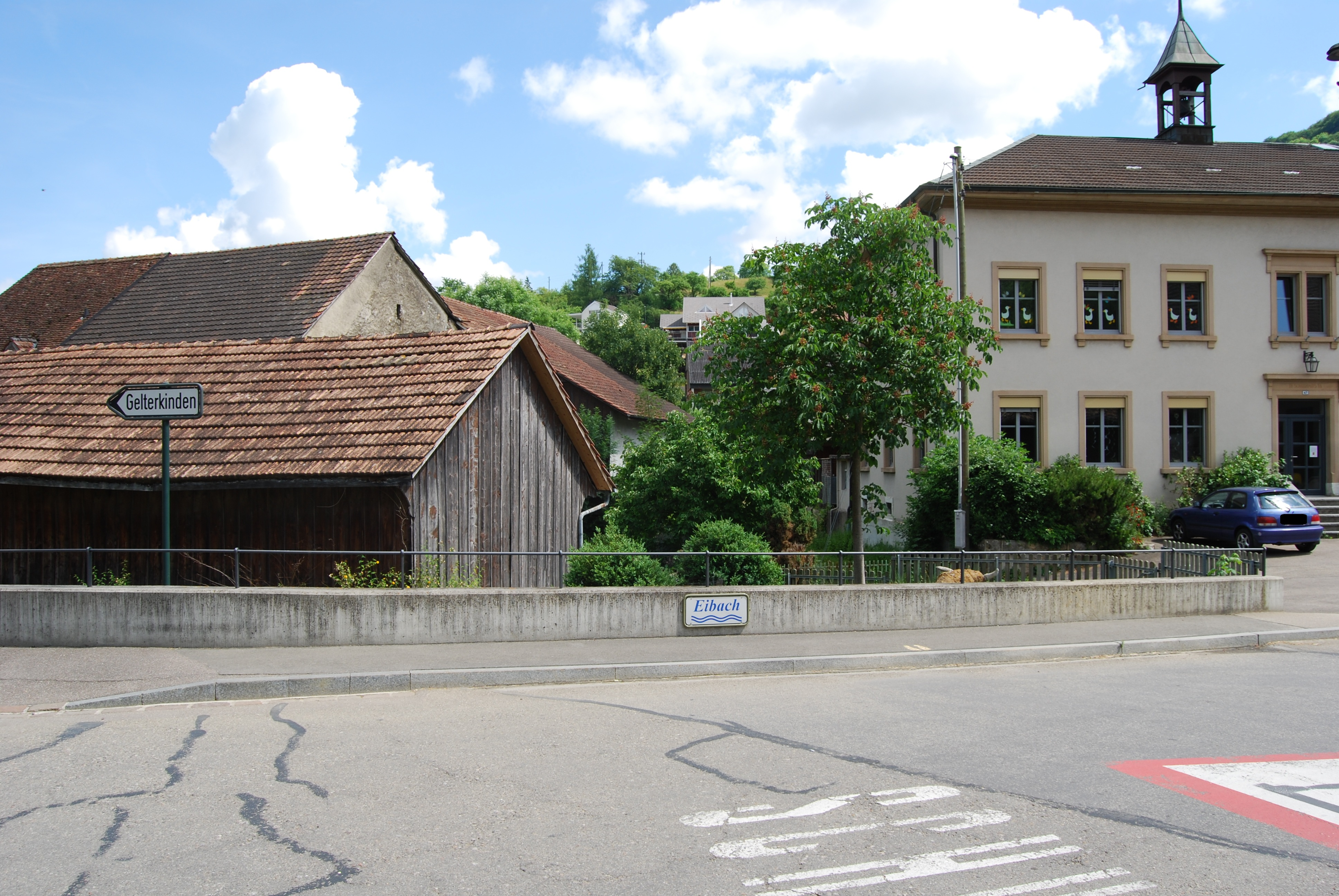

策格林根是瑞士的城鎮，位於該國北部，由巴塞爾鄉村州負責管轄，面積7.91平方公里，海拔高度535米，2012年人口457，八成人口信奉基督教，人口密度每平方公里58人。